# Никольское (Вольнянский район)
Никольское (укр. Микільське) — село,
Московский сельский совет,
Вольнянский район,
Запорожская область,
Украина.
Код КОАТУУ — 2321585004. Население по переписи 2001 года составляло 115 человек.

## Географическое положение
Село Никольское находится на правом берегу реки Мокрая Московка,
ниже по течению на расстоянии в 1 км расположено село Весёловское,
на противоположном берегу — село Московка.

## История
- Село Никольское возникло в начале XIX ст. на землях помещика Николая Ивановича Рудя.[2]

## Известные люди
- Мащенко, Иван Гаврилович (род. 1938) — украинский тележурналист, академик Телевизионной академии Украины.